# 天帝軍
天帝軍（てんていぐん）は、漫画『北斗の拳』およびそれを原作としたアニメなどに登場する架空の軍隊。
本稿ではその構成員と共に、本拠地である中央帝都（ちゅうおうていと）についても、併せて解説する。

## 概要
ケンシロウによって世紀末覇者拳王を名乗るラオウが倒され、拳王軍の脅威が去った後の権力空白に乗じて台頭してきた、「天帝」と呼ばれる謎の人物を頂点に戴く軍事勢力。
4つの先端がY字形に割れている十字の紋章があり、将軍や一般兵などはこの紋章の入ったマントや防具を身に付けている。本拠地は中央帝都。成長したバットとリンたちが率いるレジスタンス「北斗の軍」に対する敵組織として登場し、アニメでは『北斗の拳2』より登場。
その名に「天帝」と冠してはいるものの、天帝であるルイは総督ジャコウによって監禁されており、実質的に組織はジャコウとその息子や手下に専横されるがままになっている。天帝の命を楯にファルコやソリアといった元斗皇拳の使い手を傀儡とし、北斗神拳や南斗聖拳の使い手たちを滅ぼすべくこれらの制圧にあたった。
支配下に置かれている地域では「ジュドル」という通貨が使用され、劇中ではリンやバットなどの手配書に記載されている賞金の総額をこれで表している。このように反乱分子となる者に対しては賞金を懸け、アインのような賞金稼ぎにその始末を依頼する場合もある。

## 構成
担当声優は、特筆ない限りはテレビアニメ版での配役。

### 総督とその息子
ジャコウ
声 - 千葉繁 / 竹本英史（真・北斗無双） / 江原正士（LEGENDS ReVIVE）
『天帝編』において、世の混乱を招いた真の元凶である。
天帝軍を実質的に支配し牛耳っている帝都の総督。天帝ルイを幽閉して天帝の代理総督として君臨し、天帝の名において自身の欲望のままに悪政を繰り広げた。
元斗皇拳の伝承者のファルコとは乳兄弟であるが、ジャコウに拳法や格闘の心得はなく、肉体的・精神的な強靱さにも欠けており、単に個人的な格闘戦能力だけを見るならば本作の暴力が全ての時代では凡庸以下の人物であり、シリーズ中に登場した主要な悪役・敵役を見渡しても最弱クラスの部類に入る。その一方で、非常に狡猾な性格で咄嗟の悪知恵が働き立ち回りも上手い一面があり、悪い意味で切れる頭脳で天帝軍に君臨する稀代の奸物。その卑劣な狡猾さと悪知恵はケンシロウ一行はもとよりファルコをも苦しめる。
かつて、元斗の村にラオウが侵攻した折には、その人間性を見抜いたラオウがファルコに「災いとなる」と忠告し、聞き入れたファルコに殺されそうになるも、この時はファルコの母を巧みに利用して命拾いしており、この一件は後にファルコを後悔させることになった。なお、この件に対してファルコの母を命の恩人として心から感謝している様子は一切見られない。
この時のトラウマから極度の暗所恐怖症であり、自らの両肩にライトを装着し常時煌々と点灯させていなければ半狂乱の状態に陥るほどの重症。この彼の暗所恐怖症はファルコいわく「闇夜に輝くのは北斗七星」であるからとのこと。また、この時にラオウに威圧されたことで北斗神拳恐怖症にもなり、北斗神拳には私怨を強く抱いている。
天帝を人質に取っていた間は、天帝の威光を笠に着てファルコを始めとする天帝軍全軍を思うがままに扱き使っていたが、ケンシロウが姿を表すと共に情勢が変わり、天帝幽閉の真相が暴かれ、アインの命を張った行動で天帝ルイが救出されると安全な立場が無くなり、終いには敵であるケンシロウに自分がファルコを倒したら見逃してくれるように懇願し、ケンシロウがそれを了承すると、「（ケンシロウとの戦いで満身創痍だった）今のファルコになら勝てる」と高をくくった態度で戦いを挑み、義足を重点的に狙い攻撃しようとするも、当然ながらファルコの元斗皇拳の前には全く及ばず、掌を反して命乞いをするも呆気なく滅ぼされるという自業自得の最期を迎えた。なお、ケンシロウもジャコウから嘆願された際には呆れたような表情で「倒せたらな（見逃してやる）」と返すなど、端からジャコウにファルコが倒されるとは微塵も考えてはいなかった。
テレビアニメ『北斗の拳2』の前半期のオープニングアニメではワンカットだけ登場するが、ここでは本編よりも遥かに筋骨隆々に描かれており、ファルコの後に登場し大きくマントを翻して両腕を広げている。また、原作ではハーン兄弟の死後に登場するが、アニメ『北斗の拳2』では天帝編開始となる第1話より登場する。
ファミリーコンピュータ（ファミコン）用ゲームソフト『北斗の拳2』ではステージ6の中ボスキャラクターの一人として登場する。
『真・北斗無双』の幻闘編リンの章とバットの章では、ジャスクとシーノの口から、かつて自身がファルコに命じた天帝ルイの双子の妹リンを抹殺せよとの命に背いて彼女を生かした件をすぐに知り、数年後に行方を突き止めるやジャスクとシーノに命じて彼女の身柄を押さえてファルコが命に逆らった確かな証拠を押さえようとしたことが明かされる。しかし、リンの村を襲撃した軍勢の先鋒部隊の指揮官がリン1人の身柄を抑えるのをめんどくさいと感じて無差別虐殺へと切り替え、さらに不思議な力で未来から飛ばされてきた青年時代のリンとバットの妨害により失敗に終わるものの、少女リンの家は火に包まれて彼女の養父母は重傷を負った末彼女の目の前で息絶えてしまい、結果としてジャコウはリンの養父母の命を奪った元凶となった。
ジャスク
声 - 滝下涼（真・北斗無双）
ジャコウの長男でシーノの兄。
登場して程なくアインの鉄拳で壁に激突して倒されるが実際には生きており、ジャコウが倒された後にリンを誘拐した上にファルコが仕掛けた爆薬のスイッチを入れて帝都を爆破し、生き残った配下の兵たちと共に修羅の国に逃亡する。しかし修羅の国に到着早々、名もなき修羅に兵共々襲われ瀕死の重傷を負わされる。そこで海を渡って来たファルコと遭遇し、北斗元斗抹殺という自らの目論見が成功したと悟ってファルコを嘲笑いながら死亡する。
アニメでは登場せず「緑光のタイガ」が代役で登場。
ファミコン版『北斗の拳2』ではステージ6の中ボスキャラクターの一人として登場する。
『真・北斗無双』の幻闘編リンの章とバットの章では、まだ北斗の軍と名乗る前のリンとバットの軍勢との闘いの中で、弟シーノが感心するほどの頭の冴える切れ者としての一面を見せている。また、リンの章では原作に描かれていたリンに当身を食らわせて「ありがとうとは言わないぜ」というセリフも再現されている。
シーノ
声 - 森岳志（真・北斗無双）
ジャコウの次男でジャスクの弟。
ファルコの計らいで中央帝都を脱出したショウキを槍で殺害する。北斗の軍が攻めてきた時は「俺は北斗など恐れてはおらぬ」と北斗の旗を燃やし挑発するが、ケンシロウの投げた自分の槍を喉に受け死亡。
アニメでは登場せず「青光のボルツ」が代役で登場。
ファミコン版『北斗の拳2』ではステージ6の中ボスキャラクターの一人として登場する。
『真・北斗無双』の伝説編ではショウキを暗殺したシーンは描かれておらず、普通にケンシロウに槍で倒される。幻闘編リンの章とバットの章では、兄ジャスクに比べて頭の回転が劣り、それ故ジャスクを敬っている点が描かれている。

### 帝都の将軍
いずれも元斗皇拳の使い手で、体から放たれる闘気の色にちなんだ異名を各々持つ。また、彼らが着用しているコスチュームのカラーもそれに準じたものとなっている。ファミコン版『北斗の拳2』ではソリア、ボルツ、タイガ、そしてブロンザ（ゲームオリジナルキャラクター）が「元斗四天王」ということになっている。原作およびテレビアニメ版と異なり、ファミコン版ではボルツとタイガだけでなく、ジャスクとシーノも登場する。
ファルコ
元斗皇拳最強の使い手で、部下からの人望も厚い。別名「金色のファルコ」。本来は天帝に仕える立場だが、ジャコウによって天帝を人質に取られているため、その命令に従うことを余儀なくされていた。
ファミコン版『北斗の拳2』ではステージ7のボスキャラクター（通常の最終ボス）として登場する。
ソリア
声 - 池水通洋 / 山本圭一郎（真・北斗無双） / 乃村健次（LEGENDS ReVIVE）
ケンシロウと拳を交えた最初の元斗皇拳の使い手。別名「紫光のソリア」。かつてファルコと手合わせしたことがあり、その際に片眼を失明している。
ジャコウが実権を握り、天帝の存在は事実上幽閉されてもなおファルコには忠誠を誓い、天帝の命であればと北斗や南斗を逆徒と称し、軍を率いて遠征し討伐に務めた。その過程においてケンシロウと対峙することとなり、一時は優勢に戦いを進めながらも善戦及ばず北斗百裂拳で敗れ死亡する。このソリアの敗死をきっかけに、当初は後詰として帝都を守護していたファルコとショウキが北斗軍の討伐に動き出すことになる。
元斗皇拳屈指の使い手で、「元斗流輪光斬」や「元斗皇拳破の輪」といった複数の必殺技を持っている。中でも前者はいかなる拳士であっても回避することは不可能。また、アニメ版では数人の元斗皇拳の使い手が登場するが、闘気が地面に当たり削れた跡をみても、その攻撃の破壊力や衝撃はソリアの拳ほど大きくはない。
『天帝編』の全容が明らかになるにつれ、単純な悪党というよりはその立場からケンシロウと戦うこととなり死亡した人物であることが判るが、テレビアニメ版では、特に原作中のファルコの初期の冷酷な所業であるマミヤの村襲撃と長老虐殺などについてはソリアの所業に置き換えられている。また、原作ではソリアとケンシロウの戦いを見守っていた彼の部下たちも、アニメ版ではマミヤの村の村人たちを殺害したり、レイの墓を破壊するといった悪行に及んでいる。
『真・北斗無双』の幻闘編マミヤの章では、女狩りのためにマミヤの村を襲ったが失敗に終わったジャスクやシーノの命を受け、マミヤの村を襲う天帝軍に加わる。この時ジャスクやシーノに従っていることについて「奴らは小物だが総督の息子。その言葉は重い」という旨の発言をしていることからファルコと同じく不本意ながらもジャコウやジャスク、シーノに従っている模様。
ファミコン版『北斗の拳2』ではステージ4のボスキャラクターとして登場する。
ショウキ
声 - 玄田哲章
帝都の将軍の一人。友であるファルコがジャコウに屈した真実を知り、暴虐の限りを尽くすジャコウに怒りを爆発させて命を奪おうとするが、天帝を守護しようとするファルコに止められる。ファルコにより殺されたと偽装され、自由の身として死体に紛れて中央帝都より送り出されるが、見破ったシーノの槍に貫かれる。その後ケンシロウに発見され、彼の胸の中で息絶える。
かつて自分の村を野盗から救ってくれたケンシロウの恩義に報いるべく、彼とユリアに隠れ家を提供して保護したいきさつがある。第一部でラオウを倒した後、静かに暮らせる場所を探すためにあてどもない旅を続けていた2人にとって、そこが安住の地となった。
アニメでは元斗皇拳の使い手の1人で別名「赤光のショウキ」。仮面を被り、元斗赤光裂斬をもって心ならずもケンシロウと一戦交えるが、その実力を知り正体を暴かれた時点で手を引き、ケンシロウのために道を開けた。また、シーノに変わってボルツが代役として登場したことに伴い、とどめを刺したのがボルツとなった。
ファミコン版『北斗の拳2』で登場せず「赤光のブロンザ」が代役で登場。シーノに殺された「かつてのケンシロウとユリアの恩人」と設定された。
ボルツ
声 - 秋元羊介
テレビアニメ版オリジナルキャラクター。別名「青光のボルツ」。原作におけるジャコウの息子シーノの代役で登場。そのために元斗の拳士ではあるがジャコウに与し、ファルコとショウキに敵対する悪役となっている。
ファルコやショウキ、ソリアが天帝に忠誠を誓い、北斗軍を壊滅させるために動いている間も行動を異にし、天帝に代わり実権を握った総督のジャコウの側近として玉座の傍らにあった。また、幽閉された天帝を救い出し、復権させようと考えるファルコらと激しく対立する。北斗軍を壊滅せずに引き揚げたファルコを、ジャコウが厳しく詰問し鞭打つ場面では嘲笑を浮かべていた。怒りのあまりショウキがジャコウを襲った際にファルコが気転を利かせてこれを止め、あたかもショウキを葬ったかのように見せかけ逃がそうとした策を見破り、死体を流す運河から自身の青い槍でショウキにとどめを刺す。
中央帝都めざし進軍する北斗の軍に対しても、彼らの旗を燃やして挑発するが、ショウキの死に怒るケンシロウに、ショウキの命を奪った自身の槍を投げ返され、直撃こそしなかったものの、肩から激しく壁に叩きつけられる。逆に挑発されたことに憤り、「元斗青光火拳」という槍状に模した闘気を叩きつける必殺技を用いるが、怒りに燃えるケンシロウにはかすり傷程度のダメージしか与えられず、その気迫に圧倒され北斗百裂拳を受けて敢え無く爆死する。
ファミコン版『北斗の拳2』ではステージ5のボスキャラクターとして登場する。
タイガ
声 - 佐藤正治
テレビアニメ版オリジナルキャラクター。別名「緑光のタイガ」。原作におけるジャコウの息子ジャスクの代役で登場。ボルツと同じくジャコウに与し、ファルコと敵対する悪役。
幽閉され実権を奪われている天帝を救出しようとするファルコたちとは距離を置き、自身も将軍という立場であったが逆徒討伐には赴かずジャコウの側近くにあり、政権の黒幕的な存在として暗躍する。天帝よりもジャコウに臣下の礼をとっていることをあからさまにしていたボルツに比べ、一見してつかみどころのない腹黒い人物として描かれている。
ボルツがケンシロウに倒された後はジャコウの警護を行なうが、北斗の脅威と帝都の明かりが消えたことによる暗闇に怯え乱心に走るジャコウを諌めようと腐心した。ファルコがケンシロウと対決している間、帝都攻略のためにバットら北斗の軍がジャコウの眼前まで迫ったときに、ここでタイガは初めて彼らの前に立ちはだかり元斗皇拳を披露している。アインを難なく退けジャコウに頼りにされるが、ファルコとケンシロウとの対決が膠着化したところに、天帝が救出されたことを見るや一転してジャコウを見限り、帝都崩壊の引き金を引く。ジャコウがファルコによって殺された後、北斗と元斗の戦局をかき回すためリンをさらって海を渡り修羅の国へと逐電するが、その地で下級修羅の群れに遭遇し、元斗皇拳の使い手としての実力を発揮せぬまま命を落とす。
命じられたことを冷徹に遂行するソリアや天帝に忠誠を誓うファルコなどと違って本心を隠し、最終的には裏切るという行動からしても、原作のジャスクにはない描かれ方をされている。元斗の拳士の中で唯一、ケンシロウとは一度も対峙せず、また一面識もないまま終始する人物である。
ファミコン版『北斗の拳2』ではステージ3のボスキャラクターとして登場する。このゲームでは反逆者収容所の所長になっている。
アスラ
声 - 鳥海浩輔
パチスロ『パチスロ北斗の拳 新伝説創造』に登場したオリジナルキャラクター。上記のソリア以下4人に替わって登場する。別名は「白光のアスラ」。
記憶を失っている天帝軍の将。リンに対して何かを感じて迫るも、ケンシロウに敗れる。
かつては天帝に恋をした若き拳士であり、ジャコウたちの目論見にも気付いていたものの、ビジャマによって記憶を消され、人格を改造されてしまった。
ビジャマ
声 - 中井和哉
パチスロ『パチスロ北斗の拳 新伝説創造』に登場したオリジナルキャラクター。別名は「紅光のビジャマ」。
電気と気の関係を研究しており、機械を用いて闘気生成する「真元斗皇拳」を扱う。
かつてミュウに一目惚れし言い寄るも振られ、ファルコに対して筋違いの憎しみを抱く。その後天帝の居場所を拳王軍に密告し、その結果ファルコは拳王軍との交渉で片足を失うことになった。
バトロ
声 - 速水奨
パチスロ『パチスロ北斗の拳 新伝説創造』に登場したオリジナルキャラクター。別名は「蒼光のバトロ」。
かつては天帝とアスラの養育係であったが、ジャコウの魔の手が迫ったことで、ファルコの要望により一旦離れた場所に身を隠した。しかし天帝が幽閉されたため、天帝の命を守るためにファルコと共にジャコウの部下となる。
オグル
パチスロ『パチスロ北斗の拳 新伝説創造』に登場したオリジナルキャラクター。別名は「翠光のオグル」。
先代元斗皇拳伝承者の一人。ジャコウに反目して帝都から離れ、仲間と共に暮らしていた。そこでバットと出会い、強くなりたいと願うバットに拳法や兵法を教えた。バットとは親子にも近い絆がある。

### 郡司令およびその配下
バスク
声 - 池田勝 / 白熊寛嗣（LEGENDS ReVIVE）
郡司令の一人。成長したバットとリンが率いる「北斗の軍」の反攻やケンシロウにより各地の郡都が壊滅していることを知っても、自身の郡都の安堵には自信満々であった。無関係の女性をリンと称して、北斗の軍を罠に誘おうとするなど姑息な性格。
体を回転しながら握った鋼鉄をも引きちぎる「華山獄握爪」の使い手だが、ケンシロウには全く通用せず逆に自分が回され、秘孔を突かれて爆死する。アニメ版では体が真っ二つに裂けて死亡した。
ファミコン版『北斗の拳2』ではステージ1のボスキャラクターとして登場する。
バロナ
声 - 田中康郎
バスクが統治する郡都の副官。間違えて捕らえた女をリンとして公開処刑にしようとしていた。公開処刑場のスタジアムに詰め掛けた民衆に向かってポーズを取り存在を誇示し、たびたび「はあ〜!」という大きな息を吐く。現れたケンシロウに「息が臭い」と言われ、怒って挑むが一撃で地中にめり込まされて敗北する。生死は不明。
なお、雑誌掲載時と単行本ではバスクが黒人のバロナを差別的な語句（黒ブタ）で卑下する台詞があったためにアニメ版では改変され、愛蔵版と文庫版もそれに準じた台詞に変更された。
ファミコン版『北斗の拳2』ではステージ1の中ボスキャラクターとして登場する。
ゲイラ
声 - 水鳥鉄夫
郡司令の一人で、肥満の催眠術師。極度の面倒くさがりで何をするにも「面倒くせえ」と言い放つ。ケンシロウと対峙し催眠術で操ろうとするが効かず、本人が「息を吸うのも面倒だ」と言ったばかりに秘孔「喘破」を突かれ爆死。
アニメ版では水色の髪の毛が付けられて輪郭も変えられている。アーケードゲームの『パンチマニア北斗の拳2激闘修羅の国編』でもアニメ版と同じデザイン設定がなされている。
ファミコン版『北斗の拳2』では原作版のデザインでステージ2のボスキャラクターとして登場する。
ザク
ケンシロウに制圧された郡都の司令で、劇中で名前が挙がったのみ。アニメ版ではゾングという名前に変更されている。

### 司刑隊
司刑隊隊長

担当エリアは西の郡都。天帝軍の横暴に対して町で決起を訴えていたジョウを背後から捕らえ、その巨体を化け物呼ばわりした彼を収容所が満杯との理由ですぐに殺害した。囚人を護送中のところを北斗の軍に襲撃され、状況が不利と判断すると護送車を捨て同伴していた部下のバイクで逃走。その際、部下に指示を出して車の檻にガソリンを浴びせて火をつけ、護送中の囚人を焼き殺すという非道な所業を行う。その後、リンとバットの手配書を見ていたところをケンシロウによって壁に叩きつけられ、振り向いたところで倒された。
アニメ110話（『北斗の拳2』第1話）では、北斗の軍から逃亡するまでのところで出番は終了し、ケンシロウに倒されるシーンはない。
ゲルド
声 - 屋良有作
アニメオリジナルキャラクター。天帝軍の司刑官で、赤龍党の残党狩りに執念を燃やしている。かつては天帝軍特殊部隊の隊長で、赤龍党のリーダーであるムハリにより頬に傷を付けられた過去があり、その所在を探るためにメンバーを虐殺している。後に自ら現れたムハリに対し、長槍で深手を負わせ殺害。その日の夜に残りのメンバーが本拠地に攻め込み、自爆しようとするムハリの息子ハルを挑発しているところにケンシロウが現れ、あっけなく秘孔を突かれ爆死。

### 天帝とファルコの協力者
天帝ルイ
声 - 鷹森淑乃 / 佐藤朱（真・北斗無双） / 坂本真綾（LEGENDS ReVIVE）
リンの双子の姉で天帝。古くは天帝の村にて、ファルコを含む臣下の面々の庇護を受けていたが、ファルコの母の死後はジャコウにより、ファルコを操るための駒として帝都内部の最下層の地底深くに長らく幽閉され、暗闇の中での生活を余儀なくされていたために盲目となる。当初は天帝がどういう存在なのか、また天帝軍の内情も明らかでなかったため、この天帝が世の混乱の元凶であると考えられ、天帝軍の実態が明らかになるまではケンシロウたちも打倒天帝を目指していた。
赤ん坊の頃より生き別れた妹・リンのことをファルコから伝え聞いており、いつも思っていた。リンが修羅の国へ連れ去られた時も彼女のこと心配するなど、非常に妹思いである。リンが中央帝都にやって来ると彼女の心に呼びかけ、自分の存在を感知させた。帝都の最下層に落とされたサイヤやミュウたちに助け出され、リンとの運命的な出会いを果たす。
サイヤ
声 - 小林通孝
ファルコに仕える信望厚き少年従者。ファルコやミュウらと共に天帝ルイの所在を捜索していた。
ファルコがケンシロウとの決戦に出向く前に帝都に仕掛けていた爆薬の起爆装置を託されるが、密偵の報告で起爆装置が見つかると地下の最下層へ落とされてしまう。その後は同じくして地下に落とされたバットらと行動してルイと再会し、リンがその妹であることを知る。
アニメ版では、少年から青年兵に設定が変えられた。
ミュウ
声 - 小口久仁子 / 川名真知子（真・北斗無双）
帝都の宮中侍女で、ファルコの恋人。「ファルコの死は、自分の死」との覚悟を持つ。表向きは侍女としてジャコウに仕える立場であったが、天帝ルイの所在を探るためにジャコウの身辺を探っていた。帝都軍としての立場はファルコよりも下であるため、彼に対しては公私ともに様付けで呼ぶ。
帝都に仕掛けていた爆薬の起爆装置が見つかってしまい、サイヤやリンたちと共に地下の最下層に落とされてしまうが、そこで捜していた天帝ルイと偶然再会する。帝都陥落後は、修羅の国に連れ去られたリンを追って死の海へ旅立つファルコを見送り、彼の子を宿したことを元斗の伝書鳩で知らせた。なお、この時のファルコの子はゲーム『北斗の拳4』で「白銀のミッシュ」の名で登場している。

### その他の構成員
ベロン
声 - 沢木郁也
名前はアニメより。A級反逆者収容所の所長を務め、都群からの命令で囚人全員を処刑しようとする。そこに現れたアインにより囚人の解放を要求されるが、アインの娘・アスカを人質にとった賞金稼ぎレンにより形勢逆転に成功する。アインを鉄棒で滅多打ちにするが、ケンシロウにアスカを助けられたアインによって脳天を割られて死亡する。
アニメでは西の砂漠最後の群都の司令として登場。アインに賞金稼ぎを集めてケンシロウを倒すための軍団を作れというが拒否される。さらに留守中に北斗の軍によって陥落させられ、アインが加わっていたことを知りアスカをレンたちにさらわせる。
ゾルバ、ザルジ
声 - 平野正人、岡和男
アニメ版オリジナルキャラクター。ケンシロウが死んだという噂を流し、その墓を訪れた者を抹殺して天帝軍に刃向かうことの無力さを知らしめるのを生業としている。
共に死神のようないでたちで大振りの鎌を持ち、胸に天帝軍であることを示す十字の紋章が入った装束を着用している。赤い服を着ているのがゾルバ、黒い服を着ているのがザルジである。
ケンシロウが死んだという噂を聞いて真相を確認すべく、その墓を訪れたジイ、アイ、ジョウの3人の前に地中から現れジイとアイを殺害。ジョウをあえて見逃して街に戻らせ、ケンシロウが死んだという噂を広めさせた。その後、墓を訪れたケンシロウに秘孔を突かれて爆死した。
天帝軍兵士

天帝軍の一般兵士。アニメでは都郡に駐屯する一般兵は赤い十字の入った青い防具の下に白いツナギを着用している者が多いが、中央帝都の防衛に当たった兵士は同様のデザインで黒い防具の下に黄緑のツナギを着用している。ファルコの直卒する兵士は、彼の異名「金色のファルコ」にちなみ金色の防具を身に付けている。多くの兵士は略奪や暴行を働くならず者ばかりで自軍が不利となれば逃げ出すような連中だが、ファルコの率いるこの金色の兵士たちは忠誠心が高く、彼のためなら死ぬことも厭わなかった。なお、金色の防具を身に着けているのはファルコの兵士だけではなく、ゲイラの部下にも身に着けている者がいた。
このほか、ジャコウ配下の軍である総督直轄軍や、死闘を展開して疲労困憊となったケンシロウとファルコに巨大な鉄の矢を放ち、ジャコウに「2人を倒せば帝都の長にしてやる」と言われて2人に襲い掛かった兵士たちもいる。なお総督直轄軍の兵士たちはジャコウとファルコの関係を反映するかのようにファルコ配下の兵士たちを見下し、中央帝都の戦いでは彼らを罵っている。
ファルコの母
ファルコの母親で、ジャコウの育ての親。深い情愛の心を持つ慈悲深い人物であるが、結果としてジャコウの悪事や天帝ルイを傀儡とする帝国の誕生を手助けしてしまった。
ファルコとジャコウを血の繋がりの有無に関係なく情愛の心をもって育てるが、不幸にも彼女の深い情愛は彼女自身の目を曇らせ、ジャコウの狡猾で欲望に満ちた邪悪な本性や、自分たちが仕えるべき天帝ルイに対して忠誠心を抱いていないことに気付かなかった。そしてラオウがジャコウの本性を見抜いてファルコに殺すよう忠告した時も彼女はその言葉を全く信じず、むしろその言葉を信じジャコウを殺そうとしたファルコの所業を心から悲しんで涙を流し、これに心を揺さぶられたファルコはジャコウを殺すことができなくなった。そしてその後も自身の存命中、ジャコウは本性を隠して常に猫をかぶり続けた結果、彼女は最後までジャコウの本性に気付かぬまま一生を終えた。

## 中央帝都
ジャコウが作り上げた天帝軍の本拠地で、超近代的威容を誇る。リンは「人々の希望の灯を消し、時代を暗闇に包む天帝の本拠地」、ファルコは「ジャコウの悪魔の城」と評した。
「帝都」とはいうものの市民生活の描写は特になされていない。外壁にぐるりと砲台を配しており、都市というよりはむしろ要塞としての色が強く、外敵の侵入を防ぐため様々な仕掛けが施されている。ここで指揮を執るジャコウが極度な暗所恐怖症なため、夜間は盛大にライトアップが行われ星のように明るい。その外観から機械化の進んだハイテク都市のように見えるものの、実際にライトアップを行う電力は地下で働かせている囚人の人力発電によって賄われている。なお、アニメ版では天帝軍の兵士が発電を行う囚人たちを鞭打つ場面をバンクシーンとして使用している。
天帝軍により、囚人としてここに収容された者は死ぬまで強制労働を課されるため、生きて帰れることはない。死体は地下水路より袋詰めにされた状態で運河に流される。防衛のため中世の城に見られる城壁のような壁で帝都を2重に囲んでおり、それぞれ正面側に門がある。第1の門の前にはジャコウの息子・シーノ（アニメではボルツ）が配置されていた。第2の門には高圧電流が流されており、これで第1の門を突破したケンシロウを黒焦げにしようとしたが通用せず、ここにいた兵士たちもたちどころに倒されあっさりと突破された。帝都への入り口となる最後の門の前にファルコが立ち塞がり、ここでケンシロウとファルコの死闘が展開された。
ジャコウは地下の最下層に天帝ルイを幽閉しており、ファルコたちはその所在が掴めなかったものの、帝都内に潜入したリンたちがジャコウのいる部屋の落とし穴により最下層に落とされたことでルイを発見できた。最終的にアインの活躍で天帝ルイは救出され、ジャコウも倒されたことで帝都は陥落、囚人たちも解放された。
最後は修羅の国への逃亡を図ったジャスク（アニメではタイガ）が、ファルコの仕掛けた爆薬を起爆させたことで崩壊している。